# Dziewulski (cráter)

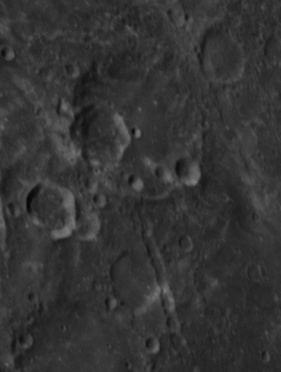
Fotografía de la misión Apolo 14

Dziewulski es un cráter de impacto situado en la cara oculta de la Luna. Se encuentra entre los cráteres Edison al norte y Popov al sur. El borde externo de este cráter se ha desgastado considerablemente por impactos posteriores, particularmente a lo largo del cuadrante suroeste, donde el cráter satélite Dziewulski Q se superpone al brocal y al suelo interior. El borde norte también está fuertemente alterado, y varios pequeños cráteres yacen a lo largo del borde suroriental. La plataforma interior y el terreno que la rodea han sido regenerados por flujos de lava.
Comenzando en el extremo sur, una cadena de cráteres configura una formación lineal, alargándose hacia el sureste hasta alcanzar la latitud del centro del cráter Popov. Este elemento morfológico se denomina Catena Dziewulski.

## Cráteres satélite
Por convención estos elementos son identificados en los mapas lunares poniendo la letra en el lado del punto medio del cráter que está más cerca de Dziewulski.
|            | \| Dziewulski \| Coordenadas \| Diámetro \| \| ---------- \| ---------------------------- \| -------- \| \| Q \| 20°30′N 98°12′E / 20.5, 98.2 \| 32 km \| |          |
| Dziewulski | Coordenadas | Diámetro |
| Q          | 20°30′N 98°12′E / 20.5, 98.2 | 32 km    |